# Горшково (Приволжский район)
Горшково — деревня в Приволжском районе Ивановской области, входит в состав Плёсского городского поселения, ранее входила в состав Утесского сельского совета. На 2017 год в Горшково улиц и переулков не числится. Находится примерно в 8 километрах (по шоссе) к юго-востоку от города Плёс, высота центра селения над уровнем моря — 119 м.

## Население
| 2010 |
| ---- |
| 84   |